# André Auffray
André Auffray (2 settembre 1884 – Parigi, 3 novembre 1953) è stato un pistard francese.

## Palmarès
Olimpiadi
- 2 medaglie:
  - 1 oro (Tandem a Londra 1908)
  - 1 bronzo (5000 metri a Londra 1908)